# Demetrius Ferreira
Demetrius Ferreira Leite (San Paolo, 19 gennaio 1974) è un ex calciatore brasiliano, di ruolo difensore.

## Carriera

### Club
Nato a San Paolo, in Brasile, nel 1974, iniziò nelle giovanili del Palmeiras. Rimase in patria fino ai 24 anni, giocando prima con il XV de Piracicaba e poi con il Guarani.
Arrivato in Europa nel 1998 al Nancy, giocò per 9 stagioni in Francia, sempre in Ligue 1. Dal 1998 al 2000 fu al Nancy, dove terminò con 57 presenze e 1 rete in 2 stagioni nelle quali arrivò rispettivamente 11º e 16º (con conseguente retrocessione).
Trasferitosi in Corsica nel 2000, per tre stagioni e mezza difese colori del Bastia, terminando 8º, 11º e 12º, giocando 96 partite e segnando 4 gol.
A gennaio 2004 passò all'Olympique Marsiglia, dove si classificò una volta 7º e due 5º, con 59 presenze e 2 reti. Con l'OM giocò la finale di Coppa UEFA del 2004, quando era appena arrivato in biancazzurro, da titolare, rimanendo in campo tutta la gara, persa per 2-0 il 19 maggio a Göteborg, in Svezia, contro il Valencia di Rafa Benítez. Nell'estate 2005 vinse il suo unico trofeo in carriera, la Coppa Intertoto, ottenuta grazie al 5-1 casalingo contro il Deportivo La Coruña, che aveva vinto per 2-0 all'andata in Spagna.
L'ultima stagione nella massima serie francese fu quella 2006-2007, quando giocò per 24 volte con il Troyes, terminando 18º e retrocedendo. Concluse con 236 presenze in Ligue 1.
Chiuse la carriera nel 2008, a 34 anni, dopo una stagione in Qatar, all'Al-Rayyan.

## Palmarès

### Competizioni internazionali
- Coppa Intertoto UEFA: 1

Olympique Marsiglia: 2005